# Vaux-lez-Chêne
Vaux-lez-Chêne (en wallon : Vâ-dé-l'Tchin.ne) est un hameau de la commune belge de Léglise, dans la province de Luxembourg.
Avant la fusion des communes de 1977, il appartenait à l'ancienne commune d'Ébly.

## Situation et description
Situé à l'écart des grands axes routiers, Vaux-lez-Chêne est un paisible hameau d'Ardenne assez concentré et implanté dans un petit vallon arrosé par le ruisseau de Vaux-lez-Chêne, un minuscule cours d'eau filant vers le nord à travers les prairies pour rejoindre la Géronne à Chêne.
Vaux-lez-Chêne se situe entre les localités de Chêne et Ébly.
La vocation agricole du hameau est concrétisée par la présence de quelques fermes toujours en activité.

## Patrimoine
Vaux-lez-Chêne possédait un château bâti au XVIIe siècle dans la partie nord-ouest du hameau. Un incendie le détruisit en 1889. Il subsiste aujourd'hui la ferme du château intégrant une ancienne petite chapelle de coin et des pans de murs en pierre de schiste délimitant la propriété.
À un carrefour entre le hameau et Chêne, se trouve la chapelle Notre-Dame de Grâce implantée dans un enclos arboré.